# Konstantin Vladimirovič Blagodarov
Konstantin Vladimirovič Blagodarov, sovjetski (ruski) pomorski letalski častnik in heroj Sovjetske zveze, * 1. julij 1919, Saratov, † 22. junij 1951.

## Življenjepis
Končal je srednjo šolo in aeroklub.
Leta 1939 je vstopil v Rdečo armado; čez dve leti je končal vojnoletalsko pilotsko šolo in leta 1943 še pomorsko letalsko šolo.
Od oktobra 1943 je sodeloval v bojih v sestavi Baltske in Črnomorske flote. 20. aprila 1945 je prejel naziv heroja Sovjetske zveze za 130 uspešnih poletov, uničenje 17 sovražnih ladij in mnogo kopenske opreme.
Po konci vojne je kot pilot jurišnika ostal v Sovjetski vojni mornarici, dokler se ni 22. junija 1951 smrtno ponesrečil.

## Odlikovanja
- heroj Sovjetske zveze: 20. april 1945 (№ 4333)
- red Lenina: 20. april 1945
- 4x red rdeče zastave
- red Aleksandra Nevskega
- red domovinske stopnje 1. stopnje
- medalja »Za bojne zasluge«
- medalja »Za obrambo Leningrada«
- medalja »Za zmago nad Nemčijo v Veliki domovinski vojni 1941-1945«